# La rondine
La rondine è un'opera lirica in tre atti di Giacomo Puccini, su libretto di Giuseppe Adami.
Originariamente concepita come operetta, in forza di un contratto con gli impresari del Carltheater di Vienna, Puccini, insoddisfatto dell'impianto drammatico conferito dai librettisti Heinz Reichert ed Alfred Maria Willner, volle trasformare La Rondine in un'opera vera e propria affidandosi al commediografo italiano Giuseppe Adami; la scarsa convinzione dell'autore nel buon esito dell'operazione, e anche una certa stanchezza di ispirazione, compromisero in misura determinante la gestazione del lavoro, che si trascinò attraverso continui ripensamenti fra il 1913 ed il 1915.
Sciolto il contratto con i commissionari viennesi a causa dello scoppio della prima guerra mondiale, La rondine fu rappresentata al Grand Théâtre de Monte Carlo il 27 marzo 1917 diretta da Gino Marinuzzi con Gilda Dalla Rizza, Tito Schipa e Francesco Dominici. L'accoglienza risultò nel complesso festosa, ma va ricordato che si trattava di una piazza facile in quanto abbastanza periferica.

## Trama
Protagonista dell'opera è Magda (soprano), una giovane che trascorre le sue giornate nella cornice mondana della Parigi del Secondo Impero; ma se all'apparenza sembra accettare la sua situazione, in realtà essa si dimostra inguaribilmente romantica e aspira a un amore autentico.

### Atto I
Salotto di casa di Magda
Ad un ricevimento a casa sua, il suo amico Prunier parla di una nuova moda parigina: l'amore sentimentale, che le amiche sbeffeggiano trovando che sia una cosa stupida. Magda però è colpita dalle sue parole e si ricorda di una scappatella fatta in gioventù, arrivando a pensare di farne un'altra per uscire dall'opprimente esistenza in cui è rinchiusa dal suo protettore Rambaldo.
Poi Prunier legge la mano a Magda predicendole che un giorno volerà come una rondine. Magda pensa che si tratti di un cattivo presagio ma il poeta la rassicura: il destino ha sempre due facce, può anche capitare qualcosa di buono.
Arriva intanto un amico di Rambaldo, Ruggero, il quale è per la prima volta a Parigi e vuole conoscerla bene. Le amiche di Magda e la sua domestica, Lisette, cominciano ad elencare i più famosi ritrovi notturni, concludendo che il migliore è Bullier, e Ruggero decide di andare lì.
Andati via gli ospiti, restano solo Lisette e Prunier, che rivela il suo amore per lei, corteggiandola in modo stravagante. La domestica, avendo la serata libera, decide quindi di andare al ritrovo notturno di Bullier con Prunier.
Magda poi esce, travestita da grisette, intenzionata ad andare anche lei al ritrovo notturno.

### Atto II
Ritrovo notturno di Bullier
Uomini e donne di ogni ceto sociale danzano e festeggiano. Arriva Ruggero, che si siede seccato ad un tavolo e pensa che tutte quelle donnine non siano un granché. Entra pure Magda travestita, che per sfuggire ai corteggiamenti da parte dei ragazzi finge di avere un appuntamento con la prima persona che vede, Ruggero. Si siede quindi con lui sussurrandogli che se ne sarebbe andata alla prima occasione. Ruggero però la trattiene, cominciano a parlare e poi danzano.
Arriva intanto Prunier con Lisette che, vedendo la padrona, resta stupita. Prunier la accusa di aver bevuto troppo, ma in realtà ha già capito che quella era Magda. Infatti, dice che non è lei solo per non rovinare tutto e si siede con Lisette, vicino al tavolo di Ruggero e Magda, cominciando a conversare con loro. Ruggero quindi chiede a Magda come si chiama. Questa mente, dicendo di chiamarsi Paulette.
I quattro innamorati poi cantano il quartetto Bevo al tuo fresco sorriso.
Prunier però vede di lontano Rambaldo, il protettore di Magda, e temendo ciò che accadrebbe se lui li vedesse, avvisa sottovoce Magda, che con una scusa fa andar via Ruggero e Lisetta. Quindi, salutato in fretta Rambaldo, parte.
Magda non sapendo che altro fare, siccome Rambaldo voleva ricondurla a casa, rivela disperata il suo amore per Ruggero. Rambaldo le risponde soltanto: "Possiate non pentirvene" e va via assieme alla folla.
Magda ha rimorso del suo passato di cortigiana, ma dimentica tutto rivedendo Ruggero, insieme al quale si avvia verso una nuova vita.

### Atto III
La Riviera francese
Magda e Ruggero ormai vivono insieme, lontano da Parigi. Magda però è sempre più assalita dai rimorsi del suo passato.
Arriva quindi Prunier con Lisette. Il poeta aveva cercato di lanciarla nel mondo della musica e del teatro ma con un fiasco completo. A Lisette pertanto non resta che tornare ad essere la cameriera di Magda. Questa la riammette senza problemi, anzi rivela pure che le era mancata.
Prunier avvisa inoltre Magda che Rambaldo sa di tutti i suoi problemi economici ed è disposto a perdonarla, ma Magda non se ne cura. Quindi se ne va, dicendo a Lisette che l'aspetta più tardi: il loro amore durerà nonostante il fiasco teatrale.
Ruggero arriva quindi tutto felice perché sua madre ha consentito al matrimonio, ma Magda gli rivela il suo passato e decide di lasciarlo. Ruggero cerca in tutti i modi di convincerla a non farlo, ma lei è irremovibile. Quindi fugge via e vola come una rondine. Nessuno sa, nemmeno lei stessa, cosa le riserverà il futuro.

## Arie celebri
- Chi il bel sogno di Doretta, Magda (atto primo)
- Parigi! È la città dei desideri, Ruggero (atto primo)
- Bevo al tuo fresco sorriso, quartetto tra Magda, Ruggero, Lisette e Prunier (atto secondo)
- Dimmi che vuoi seguirmi alla mia casa, Ruggero (atto terzo)

## Rappresentazioni storiche
Il 24 maggio 1917 avviene la prima sudamericana nel Teatro Colón di Buenos Aires.
La prima esecuzione italiana avvenne al Teatro Comunale di Bologna il 5 giugno di quello stesso anno diretta da Ettore Panizza con Toti Dal Monte, Aureliano Pertile e Francesco Dominici.
Il successivo 25 agosto avviene la prima nel Teatro Donizetti di Bergamo diretta da Rodolfo Ferrari e con Francesco Dominici.
Il 10 gennaio 1918 avviene la prima nel Teatro Costanzi di Roma diretta da Ettore Panizza con Gilda Dalla Rizza, Beniamino Gigli e Francesco Dominici.
Il successivo 26 febbraio avviene la prima nel Teatro San Carlo di Napoli diretta da Rodolfo Ferrari.
Il 9 aprile 1920 avviene la prima al Teatro Massimo Vittorio Emanuele di Palermo diretta da Vittorio Gui nella seconda versione.
Il 7 ottobre dello stesso anno avviene la prima in tedesco al Volksoper Wien con Miguel Fleta.
Nel 1925 avviene la prima al Teatro La Fenice di Venezia.
Negli Stati Uniti la première è nel 1928 al Metropolitan Opera House di New York diretta da Vincenzo Bellezza con Lucrezia Bori e Beniamino Gigli e fino al 2013 ha avuto 33 recite.
Al San Francisco Opera va in scena nel 1934 diretta da Gaetano Merola con la Lucrezia Bori.
Al Teatro alla Scala di Milano va in scena nel 1940 diretta da Gino Marinuzzi con Mafalda Favero, Giovanni Malipiero, Gino Del Signore ed Angelo Mercuriali.
Il successo non mancò quasi mai, ma non poté mai dirsi completo, neppure dopo le successive revisioni apportate dal compositore all'originaria partitura, che oggi per altro ascoltiamo nella versione iniziale, l'unica di cui rimanga la partitura completa. Dopo la morte di Puccini, La rondine scomparve presto dai cartelloni dei teatri.
Nel 1958 va in scena al Teatro San Carlo di Napoli diretta da Bellezza con Rosanna Carteri, Gino Sinimberghi e Giuseppe Valdengo di cui esiste un video.
Nel Regno Unito la première è stata nel 1965 al Fulham Town Hall di Londra.
Al Teatro Verdi (Trieste) va in scena nel 1968 diretta da Oliviero De Fabritiis con Virginia Zeani e Piero De Palma.
In anni recenti le riprese dell'opera, fattesi sempre più frequenti, non sono tuttavia riuscite ad allinearla, nel favore del pubblico, al fianco delle più fortunate sorelle.
All'Opera di Chicago va in scena nel 1986 diretta da Bruno Bartoletti con Gregory Kunde ed Ileana Cotrubaș.
Ad Avignone va in scena nel 1987.
Nel 1994 avviene eseguita nel Teatro Regio di Torino diretta da Donato Renzetti con José Cura, Nelly Miricioiu, Roberto De Candia, Matteo Peirone, nella revisione e orchestrazione delle parti mancanti del III Atto, nell'ultima versione (1921) a cura di Lorenzo Ferrero.
Per il Royal Opera House, Covent Garden di Londra la première è stata in forma di concerto nel 1998 diretta da Gianluigi Gelmetti con Angela Gheorghiu e Roberto Alagna alla Royal Albert Hall e nella versione scenica nel 2002 diretta da Gianluigi Gelmetti con Angela Gheorghiu, Cinzia Forte e Roberto Alagna.
Al His Majesty's Theatre di Aberdeen la première è stata nel 2006 per l'Opera North.
Nel 2018 apre la stagione del Teatro Massimo Vincenzo Bellini di Catania diretta Gianluigi Gelmetti alla presenza del Presidente della Repubblica Italiana, Sergio Mattarella.
Nel 2024 torna dopo 30 anni di assenza sul palcoscenico del Teatro alla Scala di Milano, diretta da Riccardo Chailly.

## Incisioni discografiche (parziale)
| Anno | Cast (Magda, Ruggero, Rambaldo, Prunier, Lisette)                                        | Direttore                   | Etichetta |
| ---- | ---------------------------------------------------------------------------------------- | --------------------------- | --------- |
| 1955 | Eva De Luca, Giacinto Prandelli, Vladimiro Pagano, Luciano Della Pergola, Ornella Rovero | Federico Del Cupolo         | Columbia  |
| 1958 | Rosanna Carteri, Giuseppe Gismondo, Giuseppe Valdengo, Gino Sinimberghi, Ornella Rovero  | Vincenzo Bellezza           | VAIMUSIC  |
| 1966 | Anna Moffo, Daniele Barioni, Mario Sereni, Piero De Palma, Graziella Sciutti             | Francesco Molinari-Pradelli | RCA       |
| 1983 | Kiri Te Kanawa, Plácido Domingo, Leo Nucci, David Rendall, Mariana Nicolesco             | Lorin Maazel                | CBS       |
| 1996 | Angela Gheorghiu, Roberto Alagna, Alberto Rinaldi, William Matteuzzi, Inva Mula          | Antonio Pappano             | EMI       |